# Tomislav Pinter
Tomislav Pinter (16 de juny de 1926 - 15 d'agost de 2008) va ser un director de fotografia croat, considerat com el director de fotografia més important del cinema croat a causa de la qualitat artística. del seu treball i de la seva prolífica carrera durant gairebé cinc dècades.
Després d'acabar el batxillerat, Pinter es va matricular a l'Acadèmia de Belles Arts de Zagreb el 1946 per estudiar pintura, però aviat va abandonar els estudis i es va dedicar completament a la cinematografia. Va començar a treballar a l'estudi Jadran Film el 1945, al principi ajudant a directors de fotografia més experimentats, i el 1948 va començar a treballar de manera independent. Va començar a rodar curtmetratges documentals a principis dels anys 50 i el seu primer llargmetratge va ser la pel·lícula de 1960 Kota 905 dirigida per Mate Relja.
Al llarg de la dècada de 1960 i en endavant, Pinter es va convertir en el director de fotografia croat més prolífic, filmant uns 90 llargmetratges, uns 100 curtmetratges i unes 10 sèries de televisió. Algunes de les seves obres elogiades per la crítica inclouen:
- A la pel·lícula de Vatroslav Mimica de 1965 Prometej s otoka Viševice, on va utilitzar una pel·lícula negativa de 10 ASA que va aconseguir una sensació documental de plans. mostrant els salts de la trama en el temps,
- A la pel·lícula de Zvonimir Berković de 1966 Rondo, on va utilitzar la il·luminació difusa i la composició de plans per il·lustrar amb èxit la vida interior dels personatges,
- A la pel·lícula d'Ante Babaja de 1967 Breza, on va combinar plans de gran angular i d'angle estret amb colors saturats que en conjunt produïen una imatge visual. estil que imita la pintura naïf.

## Premis
Pinter va rebre molts premis pel seu treball al cinema, inclosos tres Premis Vladimir Nazor i vuit premis Golden Arena de Cinematografia al Festival de Cinema de Pula (l'equivalent iugoslau dels Premis Oscar), que el va convertir, amb diferència, en el director de fotografia més condecorat tant al cinema iugoslau com al cinema croat. Al 4t Festival Internacional de Cinema de Moscou, va guanyar el premi al director de fotografia pel seu treball a la pel·lícula de 1965 de Vatroslav Mimica Prometej s otoka Viševice. En la XVII edició de la Mostra de València de 1996 va rebre la menció a la millor fotografia per Carmen de Metod Pevec.

## Filmografia selecta
- Kota 905 (1960)
- Abeceda straha (1961)
- Dvostruki obruč (1963)
- Tri (1965)
- Prometej s otoka Viševice (1965)
- Ponedjeljak ili utorak (1966)
- Rondo (1966)
- Breza (1967)
- Skupljači perja (1967)
- La batalla del Neretva (1969)
- Put u raj (1970)
- Timon (1973)
- Sutjeska (1973)
- Vizi privati, pubbliche virtù (1976)
- Vdovstvo Karoline Žašler (1976)
- Mećava (1977)
- Nasvidenje v naslednji vojni (1980)
- Petrijin venac (1980)
- Samo jednom se ljubi (1981)
- Montenegro eller Pärlor och svin (1981)
- U raljama života (1984)
- Transylvania 6-5000 (1985)
- Bal na vodi (1987)
- Crusoe (1988)
- Đavolji raj — ono ljeto bijelih ruža (1989)
- Sabirni centar (1989)
- Gluvi barut (1990)
- Carmen (1996)
- Kontakt (2005)
- Libertas (2006)